# Uda Genji
O Uda Genji (宇多源氏) foi um dos mais bem-sucedidos e poderosos ramos do Clã Minamoto. Este ramo era composto pelos descendentes de Imperador Uda.
Muitos dos famosos guerreiros Minamoto, incluindo o Clã Sasaki, e sua continuação o Clã Kyōgoku pertenceram a este ramo como por exemplo: Sasaki Nariyori, o fundador do Ōmi Genji  e Sasaki Yoshikiyo  fundador da Izumo Genji. Este ramos tem o seu nome derivado do Imperador Uda.
O Imperador Uda foi pai do Príncipe Atsumi (892-966) que foi pai de Minamoto no Masazane (920-993), fundador da Uda Genji. Muitas famílias do samurai das Províncias de Ōmi e de Izumo que pertencem a este ramo tinham o habito de usar o nome "Minamoto" nos registros oficiais, incluindo os Clãs Sasaki, Rokkaku, Kyōgoku, Kutsugi, Kuroda, Oki, Enya, Toda, Takaoka , Koshi, Sase, Nogi, entre outros.
O santuário xintoísta ligado ao Ramo é conhecido como o Santuário Sasaki (沙沙贵神社, Sasaki Jinja).

## Genealogia
```
                               
Imperador Uda
(867-931)
                                  ┃
                                
Príncipe Atsumi
(893-967)
                                  ┃
                                 
Minamoto no Masanobu
(920-993) 
{
Ōmi Genji
}

                                  ┃
                                 
Sukenori
(951-998)
                                  ┃
                                 
Nariyori
(976-1003)
                                  ┃
                                 
Yoshitsune
(1000-1058)
                                  ┃
                                 
Tsunekata

                                  ┃
                                 
Tametoshi

                                  ┃
                                 
Sasaki Hideyoshi
(1112–1184)
                                  ┣━━━━━━┳━━━━━━━┳━━━━━━━┳━━━━━┓
                               　
Sadatsuna
  　
Tsunetaka
  　
Moritsuna
  　
Takatsuna
    
Yoshikiyo
 
{
Izumo Genji
}

 ┏━━━━━━┳━━━━━┳━━━━━┫          ┃            ┃             ┃         ┣━━━━━┓

Hirotsuna
  
Sadashige
  
Hirosada
  
Nobutsuna
    
Takashige
    
Clã Kaji
      
Shigetuna
  
Masayoshi
  
Yasukiyo

 ┏━━━━━━┳━━━━━━━━━━━╋━━━━━━━━┓                       ┏━━━━━┳━━━━━┫

Clã Ohara
　
Clã Takashima
　     
Clã Rokkaku
　     
Clã Kyōgoku
             
Yoriyasu
　
Yoshiyasu
　
Muneyasu

                                                                             ┃         ┃         ┃ 
                                                                         
Clã Enya
   
Clã Toda
  
Clã Takaoka
```